# Pooladkaf
La Station de ski de Pooladkaf (en persan : پیست اسکی بین المللی پولادکف) est une station de ski du sud de l'Iran.
Le site est situé dans les monts Zagros, dans la région du Fars, à 100 kilomètres au nord-ouest de Chiraz.

## Biographie
Pooladkaf bénéficie de sa proximité avec Sepidan (à 15 kilomètres) : avec un climat doux et un cadre naturel agréable (cascades de Morghak, lac Chesh pir, de nombreuses forêts), cette ville constitue une destination privilégiée des habitants aisés de Chiraz qui y possèdent nombre de jardins ou résidences secondaires.
Son domaine skiable s'étend de 2 810 à 3 231 mètres d'altitude. Il est équipé d'une télécabine d'une longueur de 2 100 mètres et de trois téléskis.
Le site est exploité depuis 1961 mais a connu un nouveau départ depuis les années 2000, avec son acquisition par le groupe privé Pooladkaf, qui a, pour l'occasion, rebaptisé l'endroit du nom de l'entreprise. Des infrastructures d'accueil y ont été développées (restauration, boutique et hôtel) et une télécabine du constructeur français Poma y a été construite (grâce à la récupération d'éléments d'occasion comme ceux de la télécabine de Pierre-sur-Haute dans le petit centre de ski français de Chalmazel).